# Vataça Láscaris
Vataça Láscaris, ou Vatatza Laskarina, ou Betaça de Láscaris ou ainda de Ventimiglia (Ventimiglia, c. 1270 – Coimbra, 1336) foi uma dama italiana de origem bizantina da família real do Império de Niceia que acompanhou na corte portuguesa a rainha Isabel de Aragão e o rei D. Dinis de Portugal.
Filha da princesa bizantina Eudóxia Lascarina, que se refugiara na corte de Aragão após a usurpação do trono de Niceia em 1261, Vataça Láscaris veio para Portugal como aia, amiga e parente afastada de Santa Isabel de Aragão, Rainha de Portugal, ambas descendentes por via materna do rei André II da Hungria, pai de Santa Isabel da Hungria. Foi tutora da sua filha Constança de Portugal, Rainha de Castela, que acompanhou aquando do seu casamento com o rei de Castela, tornando-se por sua vez protectora do primogénito Afonso XI de Castela. De regresso a Portugal, foi agraciada com a comenda de Santiago do Cacém, tendo deixado obras e relíquias valiosas no país.
Nos anos de 1288 e 1314 foram doadas terras pela Ordem de Santiago a D. Betaça de Láscaris, neta de Teodoro II Láscaris, Imperador de Niceia e aia da Rainha D. Isabel de Aragão, tendo pela última doação sido feita Comendadeira e Senhora de Panoias (Ourique).

## Biografia

### Antecedentes familiares e primeiros anos
Vataça era filha da princesa real Eudóxia Lascarina (1254-1311) do império de Niceia e de Guilherme Pedro, 1º conde de Vintimiglia & Tende (~1230-1282). Era portanto neta, por via materna, do imperador Teodoro II Láscaris de Niceia,
"Império" criado para estabelecer uma resistência face aos latinos que haviam conquistado Constantinopla na sequência da Quarta Cruzada em 1204.
O filho deste, João IV Láscaris (portanto tio de Vataça), foi afastado aos 11 anos por Miguel VIII Paleólogo, após a reconquista de Constantinopla. Miguel, após assumir a regência proclamou-se imperador, cegando e desterrando o jovem herdeiro e casando as princesas com estrangeiros, para as afastar do império. E é desta forma que a mãe de Vataça, ainda muito jovem, acaba casada em 1261/63, em Constantinopla, com Guilherme Pedro, conde de Ventimiglia (na região dos Alpes Marítimos, que desde então passou a ostentar as armas imperiais) após o que seguiu para a Ligúria. Na mesma altura, partiu também de Niceia a imperatriz viúva Ana de Hohenstaufen, madrasta de Teodoro II e viúva do bisavô de Vataça, João III Ducas Vatatzes, regressando a casa, na Sicília, onde governava o seu irmão Manfredo da Sicília.
Em 1266, a morte de Manfredo e a tomada da Sicília por Carlos de Anjou pôs fim ao domínio da Casa Imperial Germânica no sul italiano, e falecia na mesma altura também o pai de Vataça, o conde de Ventimiglia. Nesta altura a família é separada: os irmãos de Vataça ficaram em Itália, uma vez que se foram sucedendo na herança do pai, João e Jaime, como condes, e um terceiro, Otão, chegou a bispo.
A recém viúva Eudóxia refugiou-se com a imperatriz viúva Ana e as filhas na corte de Jaime I de Aragão (neto da também bizantina Eudóxia Comnena), junto da rainha e sua sobrinha Constança de Hohenstaufen, última da sua linhagem, esposa de Pedro III de Aragão e mãe de Isabel, futura rainha de Portugal e dos reis Afonso III e Jaime II de Aragão. Nesta corte Vataça cresceu num ambiente protegido, junto da sua mãe e irmãs, atendendo ao poder que representavam numa Europa do sul em que as potências aragonesa, siciliana e bizantina criavam alianças entre si que fizeram da princesa Isabel não só sua prima em sétimo grau, mas também amiga próxima que partilhava os seus interesses.
O número de irmãs de Vataça varia: sabe-se que teve pelo menos uma, Beatriz, embora outras fontes lhe apontem mais irmãs, segundo as quais Beatriz não se teria casado com Arnaldo Rogério de Pallars, mas sim com Guilherme de Montcada, senhor de Fraga. A esposa de Arnaldo seria uma outra irmã, Lucrécia. Vataça teria tido outra irmã, Violante, que teria casado com Ximeno Cornel e mais tarde com Guilherme de Ribagorça.

### A vinda para Portugal
Dinis, Rei de Portugal, terá concretizado uma aliança com Aragão, casando-se a infanta Isabel, com 12 anos, com o rei português, de 20, em 1282, por procuração, em Barcelona. Vataça acompanha depois o séquito de Isabel até Portugal, onde chega em 1288. Aia e amiga da futura Rainha, foi encarregue da educação dos seus filhos, Constança e Afonso.
Vataça casou em primeiras núpcias, em 1285 ou 1288, com um aristocrata português, Martim Anes de Soverosa, cognominado O Tio, e o último da sua linhagem. Seria vários anos mais velho que Vataça, uma vez que Martim casa tarde. O casamento duraria dez anos e não se produziria qualquer descendência, falecendo Martim a 25 de agosto de 1295. A falta de descendência seria atribuída à idade já avançada e a provável esterilidade do marido, a quem alcunhariam de peco nos Livros de Linhagens.
Vataça fez as partilhas com a mãe deste, e deixou dez libras por missa em sua alma na Sé de Coimbra. Casaria no ano seguinte com Pedro Jordán de Urríes, Senhor de Loarre (m. 1350), que se distinguiu ao serviço da Coroa de Aragão na Sicília, prestando auxílio a Afonso III de Aragão.

### A estadia em Castela
Em 1302 acompanhou a infanta D. Constança quando esta foi desposada pelo rei Fernando IV de Castela, para selar o Tratado de Alcanizes. Ali permaneceu até à morte de Constança, que deixou o filho Afonso XI de Castela entregue à sua guarda quando viajou a Ávila, onde as Cortes iriam tomar a decisão sobre a tutoria do novo rei, então menor de idade. A rainha faleceu na viagem e Vataça regressou a Portugal.

### O regresso a Portugal
Aquando do seu regresso a Portugal, Vataça manteve-se ao serviço de Isabel e como aia do infante Afonso, sendo ainda Senhora de Santiago do Cacém e Sines. Por doação do rei D. Dinis, os domínios nesta vila de Santiago do Cacém (e respetivo castelo) e ainda Panoias pertenceram a D. Vataça de 1310/15 até à sua morte.
Em 1317, Vataça estabeleceu uma pequena corte senhorial nos seus Paços em S. Romão de Panoias, que lhe fora doado pelo rei D. Dinis, dedicando-se a administrar e valorizar os seus avultados bens e propriedades. Aí terá vivido até 1325 ou 1332, altura em que seguiu a rainha Isabel quando esta se estabeleceu em Coimbra.

### Morte e posteridade

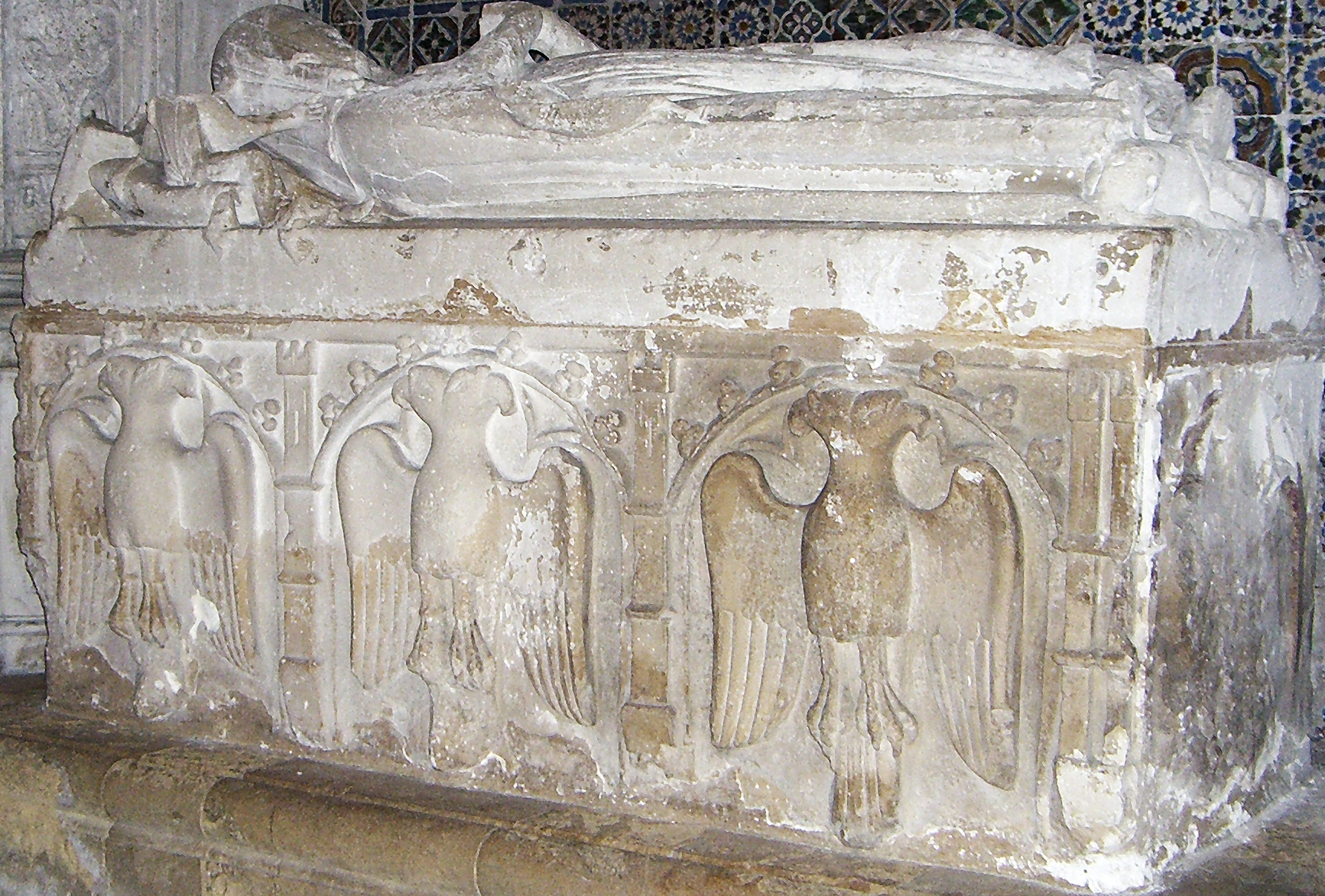
Mestre Pero, Túmulo de Vataça Láscaris, 1336, Sé Velha de Coimbra, rodeado de águias bicéfalas, símbolo da nobreza bizantina

O filho de Vataça, Pedro Jordán de Urríes y Láscaris di Ventimiglia, Senhor de Loarre e Alquézar, foi tenente e general em 1356 e ainda conselheiro da Coroa de Aragão, chegando a comprar a Pedro IV de Aragão a vila de Alquézar por 5000 escudos. Fundou uma capela dedicada a Santo António, atualmente a São Cosme e São Damião, em Huesca, estabelecendo também aí uma confraria. Pedro casaria com Toda Martínez de Riglos e teve descendência.
Vataça Láscaris faleceu em 1336 e foi sepultada na Sé Velha de Coimbra, num túmulo ladeado com as armas dos Láscaris, as águias bicéfalas.

#### O túmulo
O túmulo de D. Vataça localiza-se na Sé Velha de Coimbra, ao fundo do templo, à esquerda. Constitui-se numa imponente arca tumular, tradicionalmente visitada pelas noivas que se casam nessa Sé, e que aí costumam deixar os seus buquês de flores. Trabalho escultórico atribuído à oficina de Mestre Pero, é rodeado por águias bicéfalas, armas da Dinastia Láscaris e, desde então, do Império Bizantino. A Igreja Matriz de São Tiago Maior de Santiago do Cacém está geminada com a Sé Velha de Coimbra desde 2003, em memória sobretudo da amizade que ligava D. Vataça à Rainha D. Isabel de Aragão.

### Património material

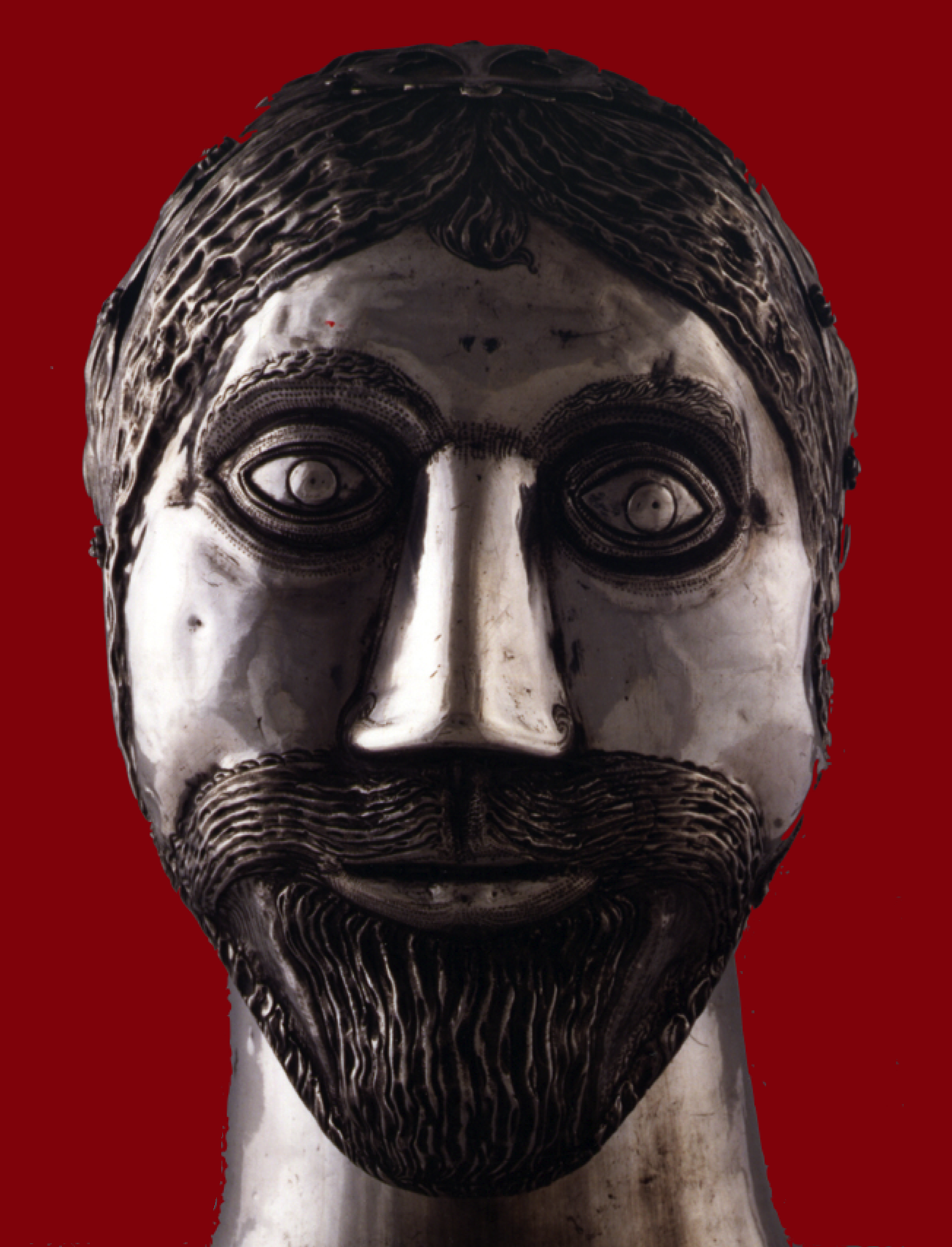
Cabeça-relicário de São Fabião.

#### Relicários
Uma peça única de ourivesaria com mais de oitocentos anos, a célebre cabeça-relicário de S. Fabião. É uma cabeça em tamanho natural, em prata, contendo no seu interior um crânio humano que se “diz” ser do papa e mártir do Cristianismo, São Fabião. Reza a história que esta relíquia veio para Portugal no século XIII, pela mão da princesa D. Vataça Láscaris. A peça pode ser apreciada na exposição do Tesouro da Basílica Real de Castro Verde.
Um outro relicário provavelmente pertencente a Vataça foi o de Santo Lenho que, segundo a tradição, foi trazido de Niceia e oferecido pela princesa bizantina, relíquia cuja devoção originou depois a Confraria do Santo Lenho.

#### Retábulos
Na Igreja Matriz de São Tiago Maior em Santiago do Cacém, cujas obras terão sido patrocinadas por Vataça, destaca-se o baixo-relevo em pedra oferecido pela Rainha Santa, atribuído ao escultor Telo Garcia. Em estilo gótico, o retábulo representa Santiago combatendo os Mouros e é considerado uma obra-prima da escultura do tempo de D. Dinis.

## Lendas
Conta a lenda que um certo dia, veio do Mediterrâneo Oriental uma esquadra comandada por uma princesa bizantina que desembarcou em Sines e tomou o castelo ao mouro Cassem. Como tomou o castelo no dia de Santiago pôs-lhe o nome de Santiago de Cassem.

### A Lenda de Nossa Senhora das Salas (Sines)
À vinda para Portugal, o barco de D. Vataça enfrentou uma violenta tempestade. Em desespero, Vataça prometeu construir uma capela no primeiro porto que encontrassem e que o castelo mais próximo ficaria com a relíquia do Santo Lenho que trazia consigo. D. Vataça salvou-se e a promessa foi cumprida: em Sines foi erguida a primitiva Ermida de Nossa Senhora das Salas; o castelo de Santiago do Cacém, cujo domínio viria a ter, ficou com o fragmento da Cruz de Cristo.